# بروك وليامز
بروك وليامز (بالإنجليزية: Brooke Williams)‏ هي ممثلة نيوزلندية، ولدت في 3 يناير 1984 بكرايستشرش في نيوزيلندا.

## أعمال

### أفلام
- (2015) الغرب البطئ[5]

## وصلات خارجية
- بروك وليامز على موقع IMDb (الإنجليزية)
- بروك وليامز على موقع قاعدة بيانات الفيلم (الإنجليزية)